# Claude Vilgrain
Claude Vilgrain, född 1 mars 1963, är en kanadensisk-haitisk före detta professionell ishockeyforward som tillbringade fem säsonger i den nordamerikanska ishockeyligan National Hockey League (NHL), där han spelade för ishockeyorganisationerna Vancouver Canucks, New Jersey Devils och Philadelphia Flyers. Han producerade 53 poäng (21 mål och 32 assists) samt drog på sig 78 utvisningsminuter på 89 grundspelsmatcher. Vilgrain spelade också för SC Bern i Nationalliga A (NLA); Frankfurt Lions och Schwenninger Wild Wings i Deutsche Eishockey Liga (DEL); Utica Devils och Hershey Bears i American Hockey League (AHL); Milwaukee Admirals och Cincinnati Cyclones i International Hockey League (IHL); SC Herisau och EHC Biel i Nationalliga B (NLB) samt Voisins de Laval i Ligue de hockey junior majeur du Québec (LHJMQ).
Han draftades av Detroit Red Wings i sjätte rundan i 1982 års draft som 107:e spelare totalt.
Hans dotter Cassandra Vilgrain spelade för Brynäs IF Dam i Svenska damhockeyligan (SDHL) för säsongen 2018–2019.

## Statistik
| 1980–1981    | Voisins de Laval        | LHJMQ        | 72  | 20  | 31  | 51  | 65  | —  | —  | —  | —  | —  |
| 1981–1982    | Voisins de Laval        | LHJMQ        | 58  | 26  | 29  | 55  | 64  | 17 | 14 | 10 | 24 | 22 |
| 1982–1983    | Voisins de Laval        | LHJMQ        | 69  | 46  | 80  | 126 | 74  | 12 | 10 | 4  | 14 | 4  |
| 1983–1984    | Aigles Bleus de Moncton | CIAU         | 20  | 11  | 20  | 31  | 8   | —  | —  | —  | —  | —  |
| 1984–1985    | Aigles Bleus de Moncton | CIAU         | 24  | 35  | 28  | 63  | 20  | —  | —  | —  | —  | —  |
| 1985–1986    | Aigles Bleus de Moncton | CIAU         | 19  | 17  | 20  | 37  | 25  | —  | —  | —  | —  | —  |
|              | Kanada                  |              | 1   | 0   | 1   | 1   | 0   | —  | —  | —  | —  | —  |
| 1986–1987    | Kanada                  |              | 78  | 28  | 42  | 70  | 38  | —  | —  | —  | —  | —  |
| 1987–1988    | Vancouver Canucks       | NHL          | 6   | 1   | 1   | 2   | 0   | —  | —  | —  | —  | —  |
|              | Kanada                  |              | 67  | 21  | 20  | 41  | 41  | —  | —  | —  | —  | —  |
| 1988–1989    | Milwaukee Admirals      | IHL          | 23  | 9   | 13  | 22  | 26  | —  | —  | —  | —  | —  |
|              | Utica Devils            | AHL          | 55  | 23  | 30  | 53  | 41  | 5  | 0  | 2  | 2  | 2  |
| 1989–1990    | New Jersey Devils       | NHL          | 6   | 1   | 2   | 3   | 4   | 4  | 0  | 0  | 0  | 0  |
|              | Utica Devils            | AHL          | 73  | 37  | 52  | 89  | 32  | —  | —  | —  | —  | —  |
| 1990–1991    | Utica Devils            | AHL          | 59  | 32  | 46  | 78  | 26  | —  | —  | —  | —  | —  |
| 1991–1992    | New Jersey Devils       | NHL          | 71  | 19  | 27  | 46  | 74  | 7  | 1  | 1  | 2  | 17 |
| 1992–1993    | New Jersey Devils       | NHL          | 4   | 0   | 2   | 2   | 0   | —  | —  | —  | —  | —  |
|              | Cincinnati Cyclones     | IHL          | 57  | 19  | 26  | 45  | 22  | —  | —  | —  | —  | —  |
|              | Utica Devils            | AHL          | 22  | 6   | 8   | 14  | 4   | 5  | 0  | 1  | 1  | 0  |
| 1993–1994    | Philadelphia Flyers     | NHL          | 2   | 0   | 0   | 0   | 0   | —  | —  | —  | —  | —  |
|              | Hershey Bears           | AHL          | 76  | 30  | 53  | 83  | 45  | 11 | 1  | 6  | 7  | 2  |
| 1994–1995    | SC Herisau              | NLB          | 36  | 27  | 33  | 60  | 44  | 4  | 3  | 2  | 5  | 10 |
| 1995–1996    | SC Herisau              | NLB          | 36  | 27  | 41  | 68  | 44  | 5  | 5  | 5  | 10 | 12 |
| 1996–1997    | SC Herisau              | NLB          | 42  | 30  | 46  | 76  | 64  | 11 | 9  | 12 | 21 | 10 |
| 1997–1998    | Frankfurt Lions         | DEL          | 38  | 17  | 13  | 30  | 54  | 7  | 1  | 2  | 3  | 8  |
| 1998–1999    | Schwenninger Wild Wings | DEL          | 52  | 16  | 29  | 45  | 26  | —  | —  | —  | —  | —  |
| 1999–2000    | EHC Biel                | NLB          | 36  | 26  | 44  | 70  | 16  | 9  | 2  | 10 | 12 | 14 |
| 2000–2001    | EHC Biel                | NLB          | 39  | 21  | 35  | 56  | 20  | 10 | 3  | 5  | 8  | 16 |
| 2001–2002    | SC Bern                 | NLA          | —   | —   | —   | —   | —   | 4  | 2  | 2  | 4  | 0  |
| NHL totalt   | NHL totalt              | NHL totalt   | 89  | 21  | 32  | 53  | 78  | 11 | 1  | 1  | 2  | 17 |
| DEL totalt   | DEL totalt              | DEL totalt   | 90  | 33  | 42  | 75  | 80  | 7  | 1  | 2  | 3  | 8  |
| AHL totalt   | AHL totalt              | AHL totalt   | 285 | 128 | 189 | 317 | 148 | 21 | 1  | 9  | 10 | 4  |
| IHL totalt   | IHL totalt              | IHL totalt   | 80  | 28  | 39  | 67  | 48  | —  | —  | —  | —  | —  |
| NLB totalt   | NLB totalt              | NLB totalt   | 189 | 131 | 199 | 330 | 188 | 39 | 22 | 34 | 56 | 62 |
| LHJMQ totalt | LHJMQ totalt            | LHJMQ totalt | 199 | 92  | 140 | 232 | 203 | 29 | 24 | 14 | 38 | 26 |

### Internationellt
| Källa:        | Källa:        | Källa:        |         | Utv = Utvisningsminuter | Utv = Utvisningsminuter | Utv = Utvisningsminuter | Utv = Utvisningsminuter | Utv = Utvisningsminuter |
| År            | Lag           | Mästerskap    | Matcher | Mål                     | Assists                 | Poäng                   | Utv                     |                         |
| ------------- | ------------- | ------------- | ------- | ----------------------- | ----------------------- | ----------------------- | ----------------------- | ----------------------- |
| 1988          | Kanada        | OS            | 6       | 0                       | 0                       | 0                       | 0                       |                         |
| Senior totalt | Senior totalt | Senior totalt | 6       | 0                       | 0                       | 0                       | 0                       |                         |